# Parectropis subflava
Parectropis subflava är en fjärilsart som beskrevs av Max Bastelberger 1909. Parectropis subflava ingår i släktet Parectropis och familjen mätare, Geometridae. Inga underarter finns listade i Catalogue of Life.

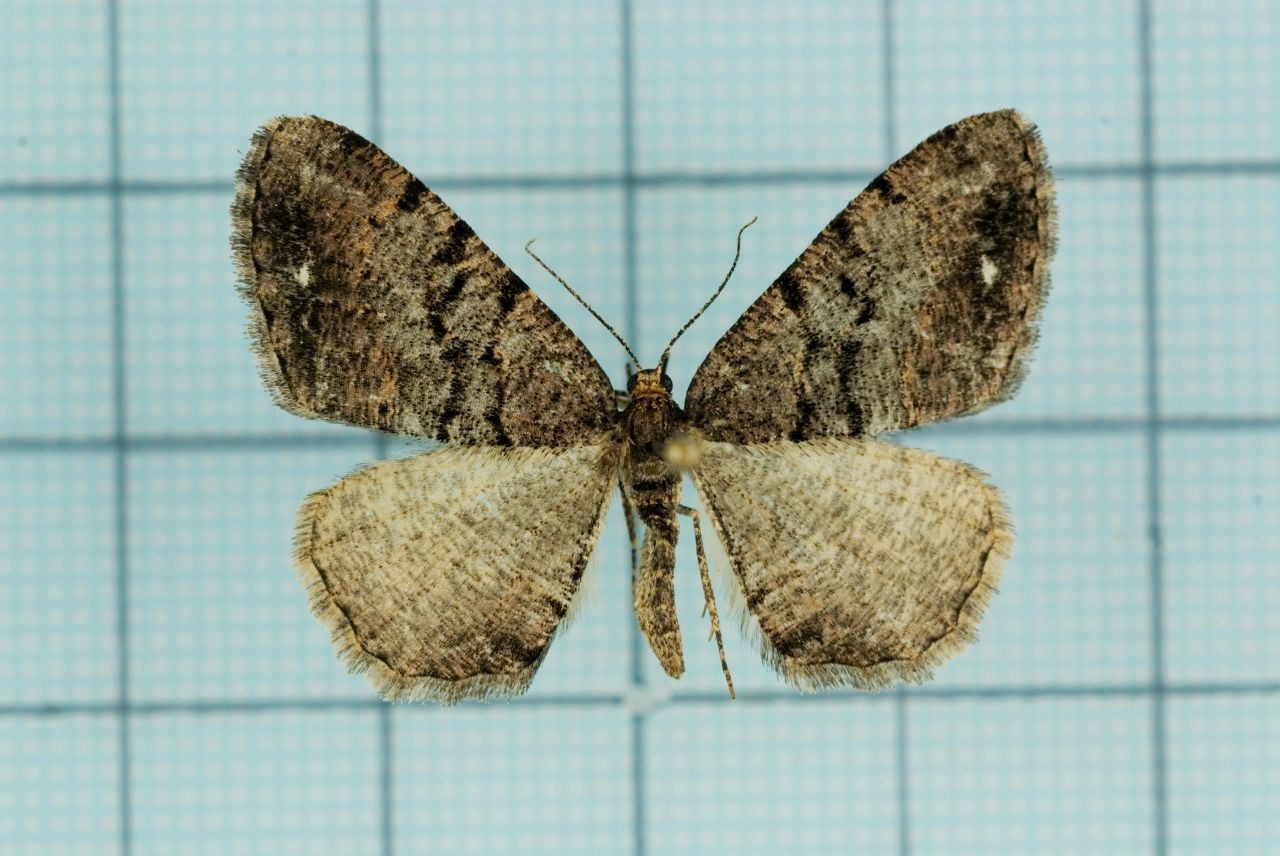
Preparerad (uppnålad) imago fjäril.